# استامن گریگوروف
استامن گیگوف گریگوروف (Stamen Gigov Grigorov; بلغاری: Стамен Гигов Григоров؛ ۲۷ اکتبر ۱۸۷۸–۲۷ اکتبر ۱۹۴۵) پزشک و میکروب‌شناس برجسته بلغارستان بود. وی باسیل لاکتوباسیلوس بولگاریکوس (Lactobacillus bulgaricus) را که در تهیه ماست استفاده می‌شود کشف کرد.

## بزرگداشت
یخچال گریگوروف در جزیره باربانت در مجمع الجزایر پالمر، قطب جنوب به نام استامن گریگوروف نامگذاری شده‌است.
در ۲۷ اکتبر سال ۲۰۲۰، استامن گریگوروف توسط گوگل به عنوان گوگل دودل روز مورد تقدیر قرار گرفت.